# Vaterovo–Paciniho tělísko

Stavba kůže

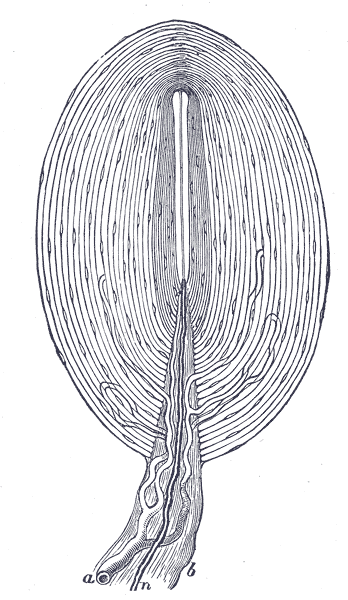
Vaterovo–Paciniho tělísko

Vaterovo–Paciniho tělísko je jedním z důležitých mechanoreceptorů. Nachází se v podkožním vazivu pod škárou. Díky nim zaznamenáváme dotyk a tlak. Tělísko bylo objeveno a popsáno německým vědcem Abrahamem Vaterem a italským vědcem Filippem Pacinim.

## Stavba kůže
Kůže se skládá ze dvou základních částí:
- Pokožka (epidermis) je zevní vrstva kůže skládající se z několika vrstev epitelových buněk. Má hlavní podíl na mechanické odolnosti kůže a představuje také hlavní bariéru lidského těla proti pronikání mikroorganismů.[2]
- Škára (dermis, corium, cutis) – je derivátem laterální ploténky mesodermu, dermatomů somitů a ektomesenchymu.[3] Je tvořena vazivem a obsahuje elastická vlákna a kolagenní vlákna. Je v ní uložen systém cév krevního zásobení kůže[2] a také se zde vyskytuje řada speciálních nervových zakončení různých typů, např. Meissnerova tělíska, Krauseova tělíska a Ruffiniho tělíska (také při kořenech chlupů).[pozn. 2]

Podkožní vazivo (hypodermis, tela subcutanea) je tvořeno kolagenním a tukovým vazivem, jehož pomocí je kůže upevněna ke kosti, chrupavce nebo svalům. Zde jsou uložena popisovaná Vaterova–Paciniho tělíska.

## Struktura Vaterova–Paciniho tělíska
Jedná se o nejsložitější tělísko s vnitřním sloupcem – tato tělíska jsou již komplikovaný sensitivní orgán. Vaterovo–Paciniho tělísko je oválného tvaru a měří až dva mm a je proto viditelné okem.
Do tělíska vniká myelinisované nervové vlákno. Toto vlákno ztrácí myelinovou pochvu na počátku vnitřního sloupce. Střed tělíska tvoří právě bezmyelinové nervové zakončení, které je rozšířené. Kolem tohoto zakončení je tzv. vnitřní sloupec tvořený vrstvami lamel. Lamely jsou výběžky modifikovaných Schwannových buněk. Dál následují vrstvy buněk vzniklých z okolního vaziva a uspořádaných jako šlupky cibule. Na povrchu je několika vrstevné perineurium.